# Bereschkowskoje (Kaliningrad)
Bereschkowskoje (russisch Бережковское, deutsch Groß Bubainen, 1928–1945 Waldhausen, Kreis Insterburg, litauisch (Didieji) Bubainiai) ist ein Ort in der russischen Oblast Kaliningrad. Er gehört zur kommunalen Selbstverwaltungseinheit Stadtkreis Tschernjachowsk im Rajon Tschernjachowsk.

## Geographische Lage
Bereschkowskoje am Südufer des Pregel (russisch: Pregolja) liegt an der russischen Fernstraße A 229 (frühere deutsche Reichsstraße 1, heute auch Europastraße 28) und ist neun Kilometer von der Kreisstadt Tschernjachowsk (Insterburg) entfernt. Der Ort ist Bahnstation – mit der Bezeichnung „Pastuchowo-Nowoje“ – an der Bahnstrecke von Kaliningrad (Königsberg) über Tschernjachowsk bis nach Litauen und weiter bis Moskau.

## Geschichte
Das bis 1928 Groß Bubainen genannte Dorf wurde am 13. Juni 1874 Sitz und namensgebender Ort eines neu geschaffenen Amtsbezirks. Es gehörte zum Kreis Insterburg im Regierungsbezirk Gumbinnen der preußischen Provinz Ostpreußen. Im Jahre 1910 zählte Groß Bubainen 362 Einwohner.
Am 17. Oktober 1928 wurde Groß Bubainen in „Waldhausen“ umbenannt, und der Amtsbezirk folgte 1930 mit dem veränderten Namen als „Amtsbezirk Waldhausen“. Die Zahl der Einwohner des Ortes stieg bis 1933 auf 737 und betrug 1939 bereits 765.
Im Jahre 1945 kam Waldhausen infolge des Zweiten Weltkrieges mit dem nördlichen Ostpreußen zur Sowjetunion und erhielt 1947 die russische Bezeichnung Bereschkowskoje. Gleichzeitig wurde der Ort Sitz eines Dorfsowjets im Rajon Tschernjachowsk. Von 2008 bis 2015 gehörte Bereschkowskoje zur Landgemeinde Swobodnenskoje selskoje posselenije und seither zum Stadtkreis Tschernjachowsk.

### Amtsbezirk Groß Bubainen/Waldhausen (1874–1945)
Der Amtsbezirk Groß Bubainen bestand bei seiner Errichtung im Jahre 1874 aus vier Landgemeinden und zwei Gutsbezirken:
| Name                | Änderungsname           | Russischer Name | Bemerkungen                                          |
| ------------------- | ----------------------- | --------------- | ---------------------------------------------------- |
| Groß Bubainen (LG)  | 1928–1946: Waldhausen   | Bereschkowskoje |                                                      |
| Groß Bubainen (GB)  |                         |                 | 1928 in die Landgemeinde Groß Bubainen eingegliedert |
| Hopfenau (LG)       |                         |                 | 1928 in die Landgemeinde Schwägerau eingegliedert    |
| Schwägerau (LG)     |                         | Saowraschnoje   |                                                      |
| Schwägerau (GB)     |                         |                 | 1928 in die Landgemeinde Schwägerau eingegliedert    |
| Wiepeningken        | 1928–1946: Staatshausen | Podgornoje      |                                                      |
| ab 1928: Waldhausen |                         | Pastuchowo      | bis 1928 im eigenen Amtsbezirk Waldhausen gelegen    |

Im Jahre 1930 wurde der Amtsbezirk in „Amtsbezirk Waldhausen“ umbenannt. Aufgrund der Umstrukturierungen gehörten am 1. Januar 1945 nur noch drei Gemeinden dazu: Schwägerau, Staatshausen und Waldhausen.

### Bereschkowski selski Sowet/okrug 1947–2008
Der Dorfsowjet Bereschkowski selski Sowet (ru. Бережковский сельский Совет) wurde im Juni 1947 eingerichtet. Der Verwaltungssitz des Dorfsowjets war zunächst der Ort Bereschkowskoje. Im Jahr 1961 wurde der Meschduretschenski selski Sowet an den Bereschkowski selski Sowet angeschlossen. Vor 1988 wurde der Verwaltungssitz des Dorfsowjets nach Saowraschnoje verlegt. Nach dem Zerfall der Sowjetunion bestand die Verwaltungseinheit als Dorfbezirk Bereschkowski selski okrug (ru. Бережковский сельский округ). Im Jahr 2008 wurden die verbliebenen Orte des Dorfbezirks in die neu gebildete Landgemeinde Swobodnenskoje selskoje posselenije eingegliedert, mit Ausnahme von Sagorodnoje, welches in die städtische Gemeinde Tschernjachowskoje selskoje posselenije eingegliedert wurde.
| Ortsname                                    | Name bis 1947/50                                                    | Bemerkungen |
| ------------------------------------------- | ------------------------------------------------------------------- | --- |
| Balaschewskoje (Балашевское)                | Reichenhof                                                          | Der Ort wurde 1950 in Balaschewskoje umbenannt und war zunächst in den Dorfsowjet Meschduretschenski eingegliedert. Er wurde im Jahr 1997 in Bolschewskoje umbenannt. |
| Bereschkowskoje (Бережковское)              | Groß Bubainen, seit 1928: Waldhausen                                | Der Verwaltungssitz bis vor 1988. |
| Botschagi (Бочаги)                          | Schloßberg                                                          | Der Ort wurde 1947 umbenannt. |
| Iswilino (Извилино)                         | Daupelken, Ksp. Norkitten, und Uderballen, 1938–1945: „Otterwangen“ | Der Ort wurde 1950 umbenannt und war zunächst in den Dorfsowjet Meschduretschenski eingegliedert. Er wurde im Jahr 1997 aus dem Ortsregister gestrichen.              |
| Kasakowo (Казаково)                         | Kosacken                                                            | Der Ort wurde 1950 umbenannt und vor 1975 verlassen. |
| Kijewskoje (Киевское)                       | Albrechtsthal und Klein Jägersdorf, 1938–1945: „Jägertal“           | Der Ort wurde 1950 umbenannt und war zunächst in den Dorfsowjet Meschduretschenski eingegliedert. Er wurde im Jahr 1997 aus dem Ortsregister gestrichen.              |
| Maloje Bereschkowskoje (Малое Бережковское) | Klein Bubainen                                                      | Der Ort wurde 1947 umbenannt und vermutlich vor 1988 an den Ort Bereschkowskoje angeschlossen.                                                                        |
| Maloje Selenzowo (Малое Зеленцово)          | Kumpchen                                                            | Der Ort wurde 1950 umbenannt und vor 1975 verlassen. |
| Meschduretschje (Междуречье)                | Norkitten                                                           | Der Ort wurde 1947 umbenannt und war zunächst der Verwaltungssitz des Dorfsowjets Meschduretschenski.                                                                 |
| Motornoje (Моторное)                        | Groß Jägersdorf und Metschullen, 1938–1945: „Lehwald“               | Der Ort wurde 1950 umbenannt und war zunächst in den Dorfsowjet Meschduretschenski eingeordnet. Er wurde vor 1975 verlassen.                                          |
| Nowaja Derewnja (Новая Деревня)             | Gaitzuhnen                                                          | Der Ort wurde 1947 umbenannt. Er wurde zwischen 2002 und 2008 an die Stadt Tschernjachowsk angeschlossen.                                                             |
| Pastuchowo (Пастухово)                      | Waldhausen [Oberförsterei]                                          | Der Ort wurde 1947 umbenannt. |
| Penki (Пеньки)                              | Skungirren, 1938–1945: „Scheunenort“                                | Der Ort wurde 1947 umbenannt und war zunächst in den Dorfsowjet Swobodnenski eingeordnet.                                                                             |
| Podgornoje (Подгорное)                      | Wiepeningken, seit 1928: Staatshausen                               | Der Ort wurde 1947 umbenannt. |
| Poljanino (Полянино)                        | Pfeiffershöhe                                                       | Der Ort wurde 1950 umbenannt und war zunächst in den Dorfsowjet Meschduretschenski eingeordnet. Er wurde im Jahr 1997 an den Ort Uschakowo angeschlossen.             |
| Priwalowo (Привалово)                       | Mangarben                                                           | Der Ort wurde 1947 umbenannt. |
| Puschkarjowo (Пушкарёво)                    | Puschdorf                                                           | Der Ort wurde 1947 umbenannt und war zunächst in den Dorfsowjet Meschduretschenski eingeordnet.                                                                       |
| Sagorodnoje (Загородное)                    | Neuendorf                                                           | Der Ort wurde 1947 umbenannt. |
| Saowraschnoje (Заовражное)                  | Schwägerau                                                          | Der Ort wurde 1947 umbenannt und war seit vor 1988 der Verwaltungssitz.                                                                                               |
| Sawino (Савино)                             | Romanuppen, 1938–1945: „Ruppen“                                     | Der Ort wurde 1947 umbenannt und vor 1975 verlassen. |
| Schljusnoje (Шлюзное)                       | Woynothen, 1938–1945: „Kleinnorkitten“                              | Der Ort wurde 1950 umbenannt und war zunächst in den Dorfsowjet Meschduretschenski eingeordnet.                                                                       |
| Selenzowo (Зеленцово)                       | Obehlischken, 1938–1945: „Schulzenhof“                              | Der Ort wurde 1950 umbenannt und war zunächst in den Dorfsowjet Meschduretschenski eingeordnet.                                                                       |
| Swetajewka (Светаевка)                      | Groß Eschenbruch                                                    | Der Ort wurde 1947 umbenannt und war zunächst in den Dorfsowjet Meschduretschenski eingeordnet. Er wurde vor 1988 verlassen.                                          |
| Trjochdworka (Трёхдворка)                   | Paradeninken, 1938–1945: „Paradefeld“                               | Der Ort wurde 1947 umbenannt. |
| Uralskoje (Уральское)                       | Almenhausen                                                         | Der Ort wurde 1950 umbenannt und war zunächst in den Dorfsowjet Meschduretschenski eingeordnet. Er wurde vor 1988 verlassen.                                          |
| Uschakowo (Ушаково)                         | Kutkehmen und Stablacken, Ksp. Puschdorf, seit 1928: Pregelau       | Der Ort wurde 1950 umbenannt und war zunächst in den Dorfsowjet Meschduretschenski eingeordnet.                                                                       |
| Winogradnoje (Виноградное)                  | Stutterei                                                           | Der Ort wurde 1950 umbenannt und war zunächst in den Dorfsowjet Meschduretschenski eingeordnet. Er wurde vor 1975 verlassen.                                          |
| Woronowo (Вороново)                         | Uszbundzen und Worpillen, zusammen seit 1928: Eichenstein           | Der Ort wurde 1950 umbenannt und war zunächst in den Dorfsowjet Meschduretschenski eingeordnet. Er wurde vor 1988 verlassen.                                          |

Der im Jahr 1947 umbenannte Ort Borowoje ((Groß) Plattenischken/Rehfeld), der zunächst ebenfalls in den Bereschkowski selski Sowet eingeordnet worden war, kam dann (vor 1975) aber zum Swobodnenski selski Sowet.
Im Jahr 1997 wurde im Bereschkowski selski okrug die weitere Siedlung Bahnhof Meschduretschje eingerichtet.

## Kirche
Mit seiner überwiegend evangelischen Bevölkerung war Groß Bubainen respektive Waldhausen bis 1945 in das Kirchspiel Norkitten (heute russisch: Meschduretschje) eingepfarrt. Es gehörte zum Kirchenkreis Insterburg (Tschernjachowsk) in der Kirchenprovinz Ostpreußen der Kirche der Altpreußischen Union. Heute liegt Bereschkowskoje im Einzugsbereich der neu gebildeten evangelisch-lutherischen Pfarrei in Tschernjachowsk, die in die Propstei Kaliningrad der Evangelisch-lutherischen Kirche Europäisches Russland zugeordnet ist.

## Persönlichkeiten des Ortes
- Herrmann Robert Reiss (* 20. Dezember 1844 in Groß Bubainen; † 1911), deutscher Erfinder und Firmengründer